# Cycas taiwaniana
Cycas  taiwaniana es una especie de cícadas del género Cycas originaria de Cantón, Guangxi y Fujian de China. Aunque el epíteto específico, "taiwaniana", deriva de " Taiwán" (donde se encontraron los primeros ejemplares), no se distribuye de manera natural en Taiwán.
Posee tallos arborescentes o acaulescentes, de hasta 3,5 m de altura, de 15 a 30 cm de diámetro, en el punto más estrecho tiene entre 12 a 30 hojas en la corona.